# Charles Jaffeux
Charles Jaffeux, né le 17 janvier 1902 à Riom où il est mort le 14 mars 1941, est un peintre et graveur français.

## Biographie
Charles Jaffeux naît le 17 janvier 1902 à Riom.
Son père François Jaffeux, horloger bijoutier à Riom, était aquarelliste et passionné de peinture. Élève de l'école des beaux-arts de Clermont-Ferrand, puis  l'École des beaux-arts de Paris, où il fut l'élève de Charles Albert Waltner (1846-1925), il fréquente également l'Académie de la Grande Chaumière. Il est rattaché aux artistes de l'école de Murol. 
Il se marie à Mme Tixier, ensemble ils eurent 5 enfants: François, Paul, Jean, Thérèse et Pierre. 
De retour en Auvergne, il se lance dans la production d'eaux-fortes des monuments de la région qu'il fait éditer en cartes postales, ce qui lui assure un revenu confortable lui permettant de se consacrer à la peinture des paysages de l'Auvergne. Il dessine et peint aussi des villes et des personnages d'autres régions, en particulier de la Bretagne, les paysages des Alpes, la Provence.
Son œuvre gravé comprend plus de 436 pièces représentant des vues, animées ou non, d'Auvergne, et du sud du Massif-Central, des Alpes, de la Bretagne, du Centre-Ouest, de la Normandie, du sud de la France ainsi que des vues de Bourges, Lyon, Paris, Pérouges. Il excelle dans le rendu des anciens bâtiments et des vieux murs.
Charles Jaffeux expose deux fois au Salon de la Société nationale des beaux-arts, en 1935 et 1936, où il présente des gravures sur cuivre.
Charles Jaffeux meurt le 14 mars 1941.

## Œuvres

### Peinture
- Village du Cantal, Aix-les-Bains, musée Faure.

### Estampe
- Vic-sur-Cère, plusieurs gravures à l'eau-forte, 25 × 33 cm.
- Tournoël, lithographie, 20 × 27 cm.

### Illustration
- Raymond Cortat, L'Auvergne chez elle à travers le monde, Aurillac, USHA, 1938. In-4°, 227 pages. Avec 150 dessins de Charles Jaffeux. Réédition Laffitte reprint.

### Conservation
Un grand nombre des œuvres de Charles Jaffeux sont visibles au Petit Musée de l'objet quotidien tenue par Thérèse Grard-Jaffeux à Riom.

## Galerie

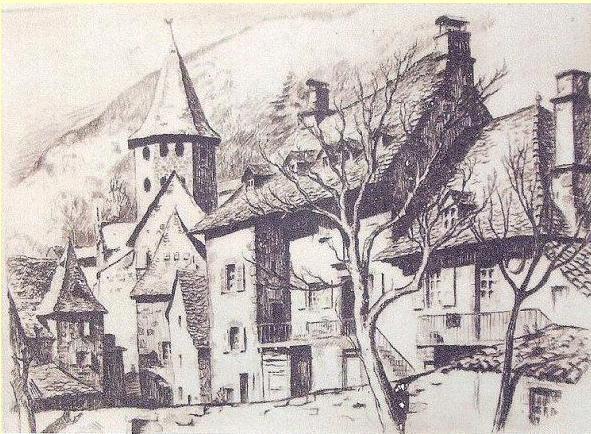
Bourg de Vic-sur-Cère, eau-forte.
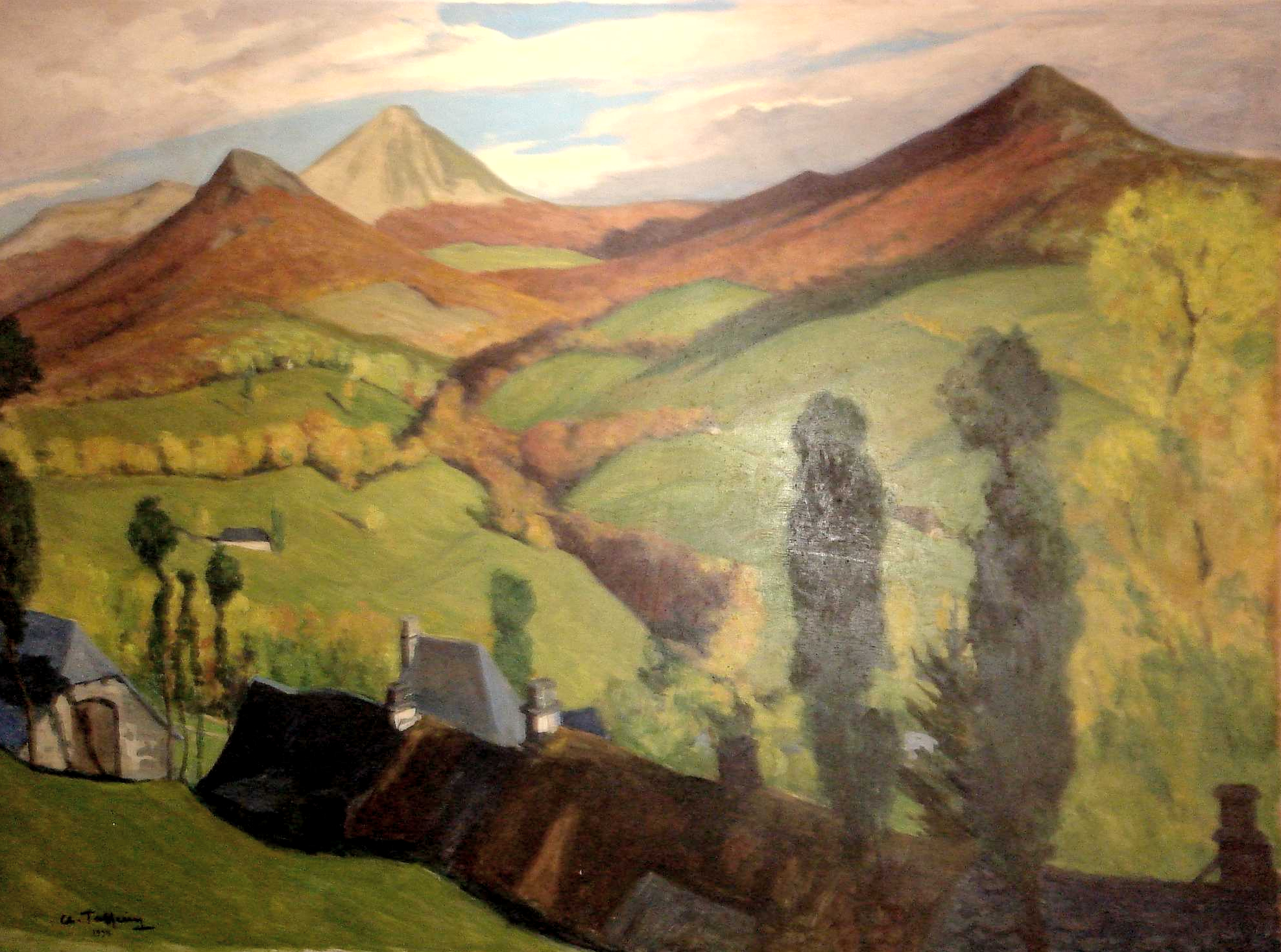
Attribué à Charles Jaffeux, Paysage de montagne, Puy Griou, œuvre non sourcée, localisation inconnue.
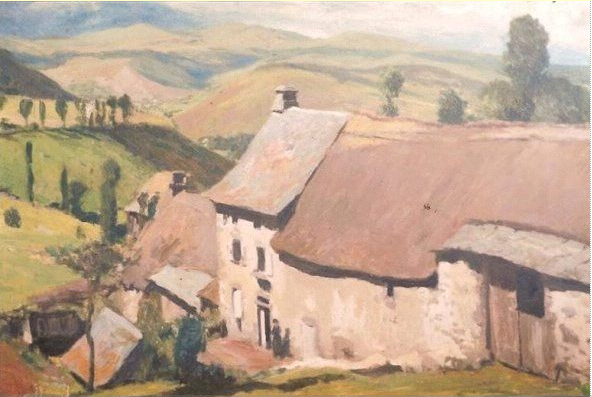
Attribué à Charles Jaffeux, Environs de Murat, huile sur bois, œuvre non sourcée, localisation inconnue.
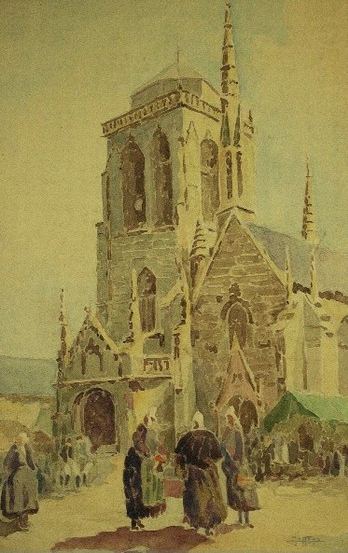
Attribué à Charles Jaffeux, Sortie de messe à Locronan, aquarelle, œuvre non sourcée, localisation inconnue.
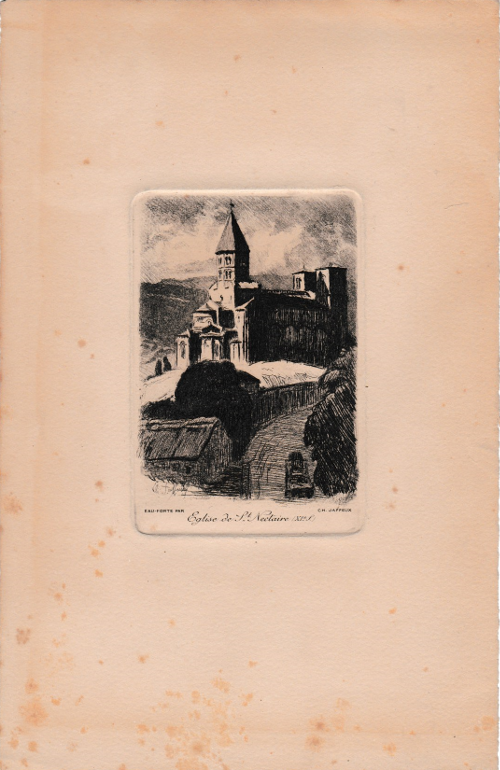
Eau forte de Charles Jaffeux (Archives Maurice Juncker)